# Buckingham (Virginia)
Buckingham település az Amerikai Egyesült Államok Virginia államában, Buckingham megyében, melynek megyeszékhelye is. Lakosainak száma 129 fő (2020. április 1.).

## Népesség
A település népességének változása:

| 2010 | 133 |
| 2020 | 129 |